# André-Joseph Dubois

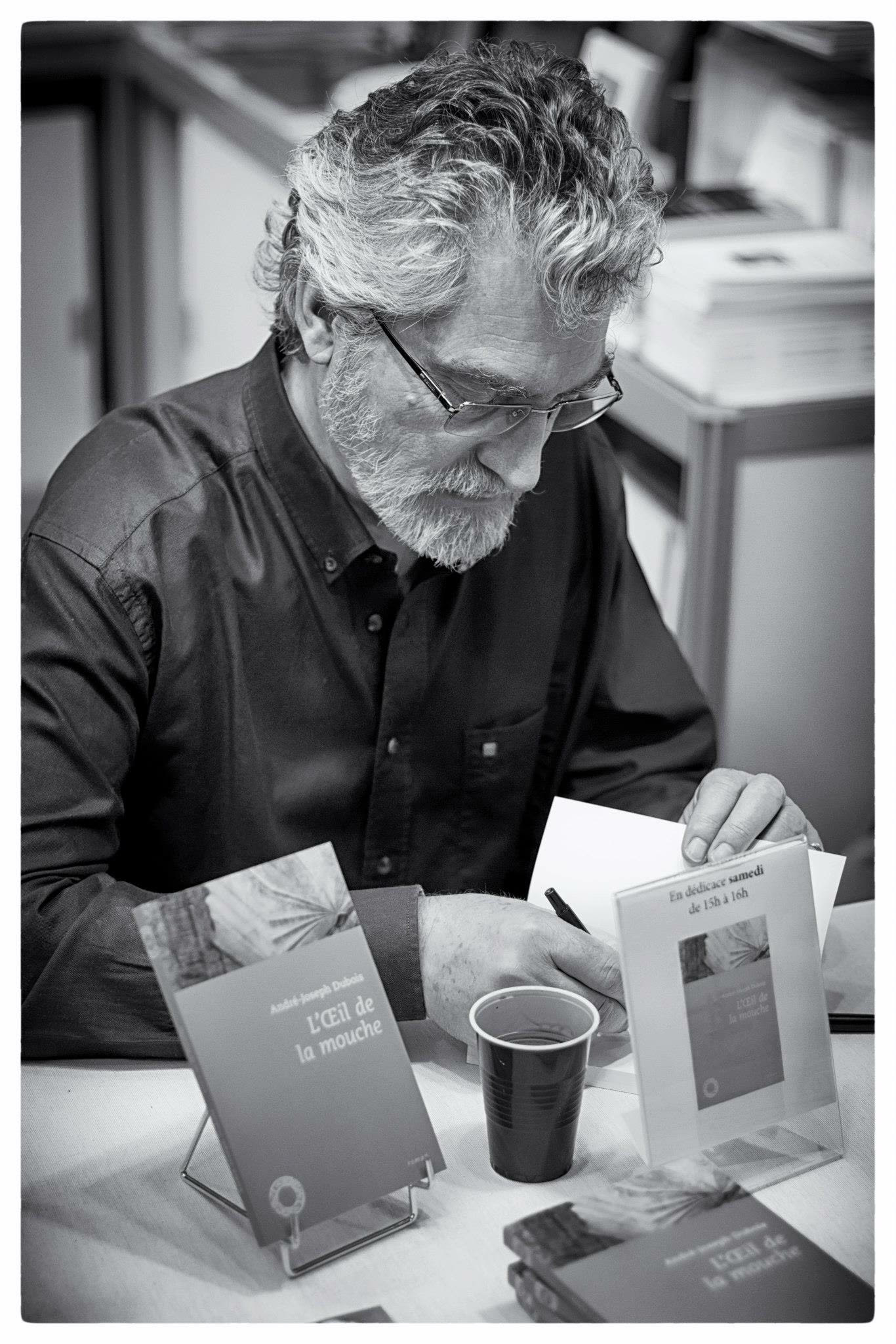
André-Joseph Dubois in 2013

André-Joseph Dubois (Luik, 1946) is een Franstalige Belgische auteur, die in 1981 een roman heeft geschreven met als titel L'Œil de la mouche (bekroond met de Félix Denayer van de Académie royale de langue et de littérature françaises de Belgique), verschenen bij uitgeverij Éditions Balland in Parijs.
Deze roman, die door de pers indertijd gunstig onthaald werd, laat de vervreemding zien van een arbeiderszoon die zich probeert af te zetten van het milieu waarin hij geboren is door zich de burgerlijke culturele codes eigen te maken (in de eerste plaats de taal en de literatuur), zonder zich in die wereld te integreren, als een voor altijd buitengesloten vreemde.
De auteur verwerkt hierin de scheidslijnen in Wallonië volgens de onderscheidingen van Pierre Bourdieu (van wie een passage als motto wordt geciteerd) en met name die welke in de taal zichtbaar worden.
In 1983 publiceert hij een tweede roman: Celui qui aimait le monde (Balland, Parijs, 1983), waarin hij met een overduidelijke "barokke" manier van schrijven breekt met het zichtbaar aanwezige classicisme van L'Œil de la mouche. Deze twee romans hebben in de jaren 1980 een bepaalde benadering van Wallonië tot uitdrukking gebracht.
Ondanks soms lovende kritieken publiceert André-Joseph Dubois na Celui qui aimait le monde niets meer, zonder een duidelijke verklaring. Zijn terugkeer naar de literatuur heeft pas plaats in 2012, wanneer hij een derde roman publiceert, Les Années plastique (Weyrich, Neufchâteau, 2012).
In 1983 maakt hij deel uit van de ondertekenaars van het Manifeste pour la culture wallonne.
- Bibsys: 1535375965758
- Bibliothèque nationale de France: cb12396013m (data)
- CiNii: DA14170304
- International Standard Name Identifier: 0000 0001 1065 5623
- Library of Congress Control Number: n85800754
- Nationale Bibliotheek van Letland: 000074773
- Nationale Bibliotheek van Tsjechië: mub2018996743
- Nederlandse Thesaurus van Auteursnamen: 071510176
- Réseau des bibliothèques de Suisse occidentale: 02-A003193465
- Système universitaire de documentation: 033054797
- Virtual International Authority File: 61631990
- WorldCat: E39PBJjCJYxhVDJwgxGycMM3wC